# Nicotiana megalosiphon
Nicotiana megalosiphon är en potatisväxtart. Nicotiana megalosiphon ingår i släktet tobak, och familjen potatisväxter.

## Underarter
Arten delas in i följande underarter:
- N. m. megalosiphon
- N. m. sessilifolia